# Zapotitla
Zapotitla es una comunidad del municipio de Totutla en el estado de Veracruz.

## Colindancia
Norte: Navatepetl y Tlapala
Este: Calcahualco (comunidad)
Sur: Municipio de Tenampa
Oeste: Chachaxtla

## Origen del nombre
Anteriormente se creía que el nombre original fue Zapotitlan (lugar de zapotes).
Probablemente el nombre original fue Tetlzapotlan que quiere decir "lugar de zapotes de piedra" o "lugar de mameyes"

## Fiestas y tradiciones
Anualmente se realizan las fiestas patronales en honor a Nuestra Señora del Carmen, del 7 al 16 de julio. Se realizan distintas actividades religiosas y culturales: procesiones por la comunidad acompañadas por danzas tradicionales como "Los santiagos" o "Los negros". En las vísperas de la solemnidad se lleva a cabo la procesión "del arbolito", es una tradición invaluable donde toda la feligrecia se reúne en una hermita ubicada en la entrada de la localidad, conocida como Llupitla; se inicia el recorrido con valiosas expresiones de fe y tradición. Al llegar a la capilla consagrada a la Virgen del Carmen, se procede a la celebración eucarística. Se concluye con la quema de fuegos artificiales al ritmo de la música de viento.
El 12 de diciembre se realizan diversas ofrendas a la Virgen de Guadalupe. Se realiza la procesión del arbolito, con gran solemnidad se recorren cerca de 2 kilómetros hasta la capilla de la comunidad. Las calles lucen adornadas y el interior del templo se reviste de flores.